# Lutzomyia cruciata
Lutzomyia cruciata är en tvåvingeart som först beskrevs av Coquillett D. W. 1907.  Lutzomyia cruciata ingår i släktet Lutzomyia och familjen fjärilsmyggor. Inga underarter finns listade i Catalogue of Life.